# Phlyctaenomorpha
Phlyctaenomorpha is een geslacht van vlinders van de familie grasmotten (Crambidae), uit de onderfamilie Odontiinae.

## Soorten
- P. euralis Hampson, 1903
- P. sinuosalis Le Cerf, 1910